# Devon Sawa
Devon Edward Sawa (Vancouver, 7 de setembro de 1978), mais conhecido como Devon Sawa é um ator canadense. 
Ele começou a atuar quando ele era adolescente, aparecendo nos filmes Little Giants (1994), Casper (1995), Now and Then (1995), Night of the Twisters (1996), Wild America (1997) e SLC Punk! (1998). Em 1999, ele estrelou o filmes comédia de terror Idle Hands com Jessica Alba. Um ano depois, ele foi escalado como Alex Browning no filme de terror Final Destination, um papel que mais tarde se repetiu como um cameo no filme Final Destination 5 (2011). De 2010 a 2013, ele teve um papel recorrente na série de espionagem Nikita como Owen Elliot.

## Primeiros anos de vida
Sawa, o mais velho de três filhos, nasceu em Vancouver, Colúmbia Britânica, filho de Joyce, uma dona de casa, e Edward Sawa, um mecânico. Seu pai tinha ascendência polonesa e sua mãe era "um pouquinho de cada coisa ".  Seu paixão pela atuação começou quando ele atuou em uma peça de teatro na escola no jardim de infância, e desde então, ele teve muitos papéis na TV e no cinema.
Sawa começou sua carreira em 1992, fazendo comerciais de brinquedos infantis. Posteriormente, sua carreira de ator desenvolveu-se rapidamente durante a década de 1990. Sawa apareceu no filme O pequeno grande time 1994, em seguida, teve sua grande chance em "Gasparzinho", desempenhando o papel de "Gasparzinho" como um menino de verdade. Em Agora e pra Sempre (1995) Sawa fez Scott Worme" novamente co-estrelando Christina Ricci. Sawa também estrelou em "Uma Aventura na America Selvagem (1997), SLC Punk! (1998) e protagonista A Mão Assassina com Jessica Alba, este filme de humor negro apesar de ser duramente criticado se tornou um cult-classico anos depois.[carece de fontes?] Ainda em 1999 ele fez o teu papel mais marcante "Alex Browning" no cult de terror "Premonição". Alex e um jovem que sobrevive a um acidente de avião e é perseguido pela morte. Em 2001, Sawa interpretou o personagem título da Eminem vídeo da música "Stan". Sawa mais tarde se tornou um ator de dublagens, dando voz "Flash Thompson" em "Spider-Man: The New Animated Series". Sawa continuou fazendo pontas e papeis secundários em filmes independentes de suspense, mistério e terror, incluindo "Sequestrados Por Amor" e  "Os Donos do Jogo" de 2005, "O Antro do Diabo" de 2006, "Criatura das sombras" de 2009, "Endurace" 2010, "Avenida do terror 388" de 2011, "O Garoto de Ouro" 2012, e "O Despertar do Mal" 2013.
Desde 2010, Sawa retrata o papel de Owen Elliott sobre o CW série drama de ação Nikita. Em julho de 2012, ele foi promovido a série regular na 3 ª temporada de Nikita.

## Carreira
Sawa começou sua carreira de ator com 14 anos, como a voz de um brinquedo e sua carreira rapidamente se desenvolveu nos anos 1990. Ele já atuou como protagonista em filmes como Night of the Twisters, Wild America, Idle Hands, Final Destination e Extreme Ops entre outros.
Em 2000, ele interpretou o protagonista do filme Premonição (Final Destination nos EUA), interpretando o adolescente Alex Browning que teve uma premonição que o avião em que estava, iria ter problemas durante o vôo e ocasionar na explosão do mesmo, e avisou a todos, mas poucos de seus amigos ouviram o aviso e se retiraram do avião. Os sobreviventes foram morrendo um a um em acidentes ocasionais. O filme foi até o nº 5, ou seja, teve mais 4 continuações, no qual existiu a necessidade de troca de equipes de atores e os protagonistas. Também se destacou no papel de Stan num clipe do cantor Eminem. A cantora Dido, interpretou a namorada de Stan no clipe. Sawa continuou a trabalhar de forma constante em filmes independentes nos últimos anos, incluindo Extreme Dating, Shooting Gallery, Devil's Den, Creature of Darkness e Endure.
Em 2010, ele esteve na série de televisão Nikita. É, em 2011, ele esteve no filme de terror 388 Arletta Avenue.

## Vida pessoal
Ele é casado com Dawni Sahanovitch. O primeiro filho do casal, Hudson, nasceu em 9 de janeiro de 2014.

## Filmografia
| Ano  | Título                         | Papel             | Notas                |
| ---- | ------------------------------ | ----------------- | -------------------- |
| 1994 | Little Giants                  | Junior Floyd      |                      |
| 1995 | Casper                         | Gasparzinho       | (forma humana)       |
| 1995 | Now and Then                   | Scott Wormer      |                      |
| 1996 | Night of the Twisters          | Danny Hatch       |                      |
| 1997 | The Boys Club                  | Eric              |                      |
| 1997 | Wild America                   | Mark Stouffer     |                      |
| 1998 | SLC Punk!                      | Sean              |                      |
| 1998 | Around the Fire                | Simon Harris      |                      |
| 1998 | A Cool, Dry Place              | Noah Ward         |                      |
| 1999 | Idle Hands                     | Anton Tobias      |                      |
| 2000 | Final Destination              | Alex Browning     |                      |
| 2000 | The Guilty                     | Nathan Corrigan   |                      |
| 2000 | Eminem: E                      | Stan              | segmento "Stan"      |
| 2002 | Slackers                       | Dave Goodman      |                      |
| 2002 | Extreme Ops                    | Will              |                      |
| 2005 | Extreme Dating                 | Daniel Roenick    |                      |
| 2005 | Shooting Gallery               | Paul              | Diretamente em vídeo |
| 2006 | Devil's Den                    | Quinn             |                      |
| 2009 | Creature of Darkness           | Andrew            |                      |
| 2010 | Random Walk                    | Brent             | Curta-metragem       |
| 2010 | Endure                         | Zeth Arnold       |                      |
| 2011 | 388 Arletta Avenue             | Bill              |                      |
| 2011 | Final Destination 5            | Alex Browning     | Arquivo de filmagem  |
| 2012 | The Philly Kid                 | Jake              |                      |
| 2013 | A Resurrection                 | Travis            |                      |
| 2014 | A Warden's Ransome             | Miller            |                      |
| 2015 | The Exorcism of Molly Hartley  | padre John Barrow | Diretamente em vídeo |
| 2015 | Life on the Line               | Duncan            |                      |
| 2016 | Punk's Dead                    | Sean              |                      |
| 2018 | Escape Plan 3: Devil's Station | Lester Clark Jr.  |                      |

| Ano       | Título                              | Papel                                                                     | Notas                                                              |
| --------- | ----------------------------------- | ------------------------------------------------------------------------- | ------------------------------------------------------------------ |
| 1989      | Unsub                               | John Wesley (jovem)                                                       | Episódio: "And the Dead Shall Rise to Condemn Thee: Part 2"        |
| 1992      | The Odyssey                         | Yudo                                                                      | 3 episódios (1992–1994)                                            |
| 1993      | Sherlock Holmes Returns             | Jovem na cabine                                                           | Telefilme                                                          |
| 1995      | Lonesome Dove: The Outlaw Years     | Hank Valen                                                                | Episódio: "The Hanging"                                            |
| 1995      | Action Man                          | Voz                                                                       | 26 episódios (1995–1996)                                           |
| 1996      | Night of the Twisters               | Dan Hatch                                                                 | Telefilme                                                          |
| 1996      | Robin of Locksley                   | Robin McAllister                                                          | Telefilme                                                          |
| 2003      | Spider-Man: The New Animated Series | Flash Thompson (voz)                                                      | Episódio: "Flash Memory"                                           |
| 2010      | NCIS: Los Angeles                   | Detetive Matt Bernhart                                                    | Episódio: "The Bank Job"                                           |
| 2010      | Nikita                              | Owen Elliot                                                               | 32 episódios (2010–2013)                                           |
| 2015      | Broad Squad                         | Patrick Byrne                                                             | Telefilme                                                          |
| 2016      | Real Detective                      | detetive Eddie Herman                                                     | Episódio: "Redemption"                                             |
| 2017      | Somewhere Between                   | Nico Jackson                                                              | Elenco principal                                                   |
| 2018      | Hawaii Five-0                       | Brad Woodward                                                             | Episódios: "O Ka Mea Ua Hala, Ua Hala Ia" / "What is Gone is Gone" |
| 2021–2024 | Chucky (série de TV)                | Logan Wheeler e Lucas Wheeler (T1), Padre Bryce (T2) e James Collins (T3) | Recorrente (1ª e 2ª Temporada); Regular (3ª Temporada)             |

## Prêmios

### Saturn Awards(Prêmio Saturno)
No ano de 2000, Sawa foi indicado ao Saturn Awards pela na categoria melhor jovem ator ou atriz pelo filme "Idle Hands" (1999).
No ano de 2001, ele ganhou o prêmio de melhor ator pelo filme "Final Destination".

### Blockbuster Entertainment Award
Em 2001, Sawa foi indicado ao Blockbuster Entertainment Award na categoria de ator favorito (Internet) por "Final Destination".

### Young Artist Awards(YAA)
Em 1997, Sawa foi indicado pela sua atuação em "Night of the Twisters", na categoria melhor atuação em um filme de TV ou uma série de TV - jovem ator.